# OJ 287
OJ 287 è un oggetto BL Lacertae situato a 3,5 miliardi di anni luce dalla Terra che ha prodotto picchi di emissioni nel visibile quasi periodici registrati sul nostro pianeta a partire da 120 anni fa. Tali, potentissime, emissioni sono infatti state rintracciate la prima volta su lastre fotografiche risalenti al 1891 e si è poi scoperto che esse erano già presenti su lastre fotografiche ancora più vecchie, risalenti almeno al 1887. La rilevazione nel campo delle lunghezze d'onda radio è avvenuta nel corso della campagna di osservazione chiamata Ohio Sky Survey che si è svolta dal 1965 al 1971.

## Caratteristiche
Il buco nero supermassiccio situato al centro di OJ 287 avrebbe una massa poco meno di 100 milioni di masse solari, in precedenza stimata in 18 miliardi, tanto che all'epoca della sua scoperta divenne il buco nero più massiccio mai identificato, con una massa pari a sei volte quella del precedente detentore del titolo.

Uno schema del sistema binario OJ 287.

La curva di luce di OJ 287 mostra per quest'oggetto una variazione periodica di 11-12 anni, con un doppio picco di luminosità piuttosto stretto; ciò suggerisce quindi che OJ 287 sia un buco nero binario supermassiccio formato da due buchi neri di enormi dimensioni, dove il più piccolo ruota attorno al più grande seguendo un'orbita ellittica. Si ritiene infatti che la variabilità del doppio massimo di emissione sia il risultato del passaggio del buco nero più piccolo attraverso il disco di accrescimento del buco nero più grande, passaggio che avverrebbe ogni 12 anni, e che il massimo di luminosità si raggiunga in particolare quando il minore si trova nel suo perinigrico.
Le masse dei due buchi neri in oggetto, 18 miliardi di masse solari il buco nero maggiore e 100 milioni di masse solari il buco nero minore, è stata calcolata nel 2008 dalla squadra dell'osservatorio finlandese di Tuorla coordinata da Mauri Valtonen. La misurazione del periodo dei picchi di emissione ha permesso di calcolare la precessione anomalistica dell'orbita ellittica del buco nero più piccolo, risultata pari a 39° per ogni orbita, e quindi, utilizzando i principi della relatività generale, e in particolare la risoluzione del problema di Keplero nella relatività generale, è stato possibile calcolare la massa del buco nero centrale.
L'accuratezza di queste misurazioni è stata in seguito messa in discussione a causa del limitato numero di orbite del buco nero minore osservate con precisione, ma i valori calcolati potranno comunque essere affinati grazie a misurazioni future. Ad oggi si ritiene che l'orbita del buco nero più piccolo stia decadendo a causa dell'emissione di onde gravitazionali e ci si aspetta che i due buchi neri si fondano tra circa 10.000 anni.
Nel 2010 è stato pubblicato uno studio secondo il quale, al fine di poter produrre tutti picchi emissivi a noi noti, la rotazione del buco nero principale deve essere pari al 28% della massima velocità di rotazione possibile per un buco nero di Kerr.